# Donald Bende Bendé
Donald Bende Bendé, född 17 augusti 1995 i Sodecoco, är en ivorianskask fotbollsspelare som för närvarande spelar för FC Saxan.